# United States Camel Corps

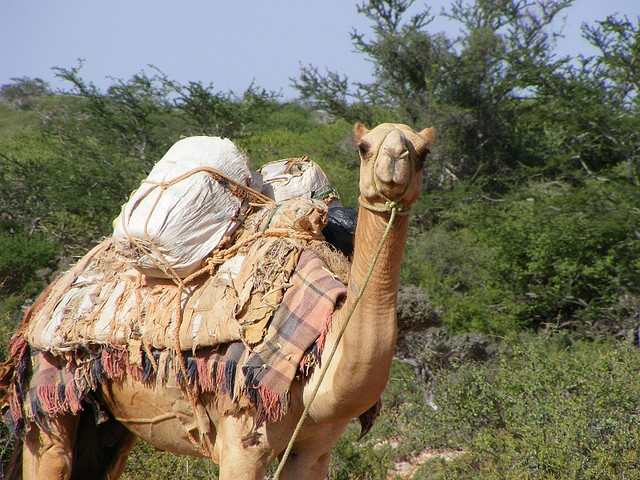
Wielbłąd jako zwierzę juczne

United States Camel Corps (Korpus Wielbłądzi Stanów Zjednoczonych) – podjęta w połowie XIX wieku przez United States Army próba wykorzystania wielbłądów jako zwierząt jucznych na pustynnych obszarach południowego zachodu Stanów Zjednoczonych. Chociaż wielbłądy dobrze znosiły klimat i odpowiadały warunkom panującym na obszarach Nowego Meksyku i Arizony, armia ostatecznie zrezygnowała z użycia ich do celów militarnych. Jedną z przyczyn było płoszenie się koni na widok nieznanych zwierząt, ale głównym powodem rezygnacji z eksperymentu był wybuch wojny secesyjnej.

## Początki

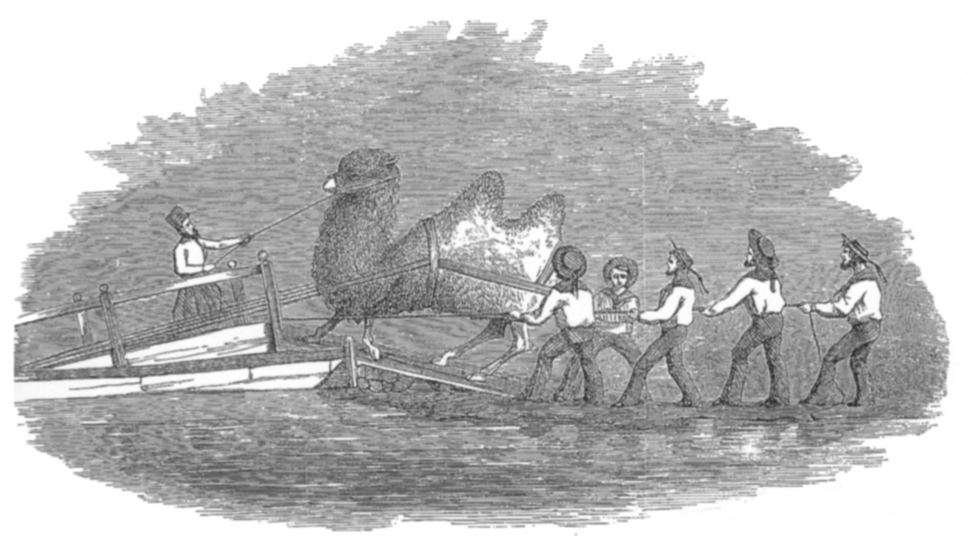
Załadunek zakupionych wielbłądów na statki

26 kwietnia 1843 roku kapitan George H. Crosman zaproponował Departamentowi Wojny użycie wielbłądów do celów transportowych, ale propozycja została zignorowana. Jednak w roku 1847 lub 1848 jego argumentacja zdołała przekonać senatora Jeffersona Davisa ze stanu Missisipi.
Inne źródło pomysłu przedstawił w roku 1912 syn generała Edwarda Beale'ego, Truxton Beale: „Ojciec wpadł na ten pomysł, gdy z Kitem Carsonem podróżował przez Dolinę Śmierci. Miał ze sobą książkę opisującą podróże po Chinach oraz Tatarii i doszedł do wniosku, że z wielbłądami pustynne stany Zachodu byłyby łatwiejsze do przebycia”. Jeffersonowi Davisowi, w tym czasie sekretarzowi wojny, spodobał się pomysł i wysłał okręt zaopatrzeniowy, dowodzony przez Davida Portera, do Tunisu, gdzie zakupiono stado wielbłądów.
Davis mógł zrealizować ten zamiar, dopiero gdy w roku 1853 został mianowany przez prezydenta Franklina Pierce'a sekretarzem wojny. Uznał wówczas, że armia potrzebuje lepszych środków transportu na południowym zachodzie USA, które to tereny on i inni uważali za wielką pustynię. W swym raporcie za rok 1854 napisał: „Raz jeszcze zwracam uwagę na korzyści płynące z użycia dla celów wojskowych i innych wielbłądów i dromaderów...”. 3 marca 1855 roku Kongres przyznał 30 000 USD na realizację projektu.
Do wykonania zlecenia wyznaczony został major Wayne. 4 czerwca 1855 roku Wayne opuścił Nowy Jork na pokładzie USS Supply. Po przybyciu na Morze Śródziemne rozpoczęto zakupy. Okręt Portera zatrzymywał się w Tunezji, na Malcie, w Grecji, Turcji i w Egipcie. Zakupiono trzydzieści trzy wielbłądy, w tym dwa baktriany, dwadzieścia dziewięć dromaderów, jedno źrebię dromadera i jednego birtugana (krzyżówka baktriana z dromaderem). Wynajęto także pięciu doświadczonych jeźdźców. 15 lutego 1856 roku USS Supply wyruszył w rejs do Teksasu i 29 kwietnia przybył do Indianoli. Wysoka martwa fala uniemożliwiła przeładunek zwierząt na płaskodenną barkę; w tej sytuacji Supply wziął barkę na hol i wpłynął w ujście Missisipi by znaleźć spokojniejsze wody. Ostatecznie wielbłądy znalazły się na lądzie w Indianoli 14 maja. W czasie podróży przez Atlantyk zdechł jeden wielbłąd (samiec), ale urodziły się dwa źrebięta, które przeżyły rejs. Tym samym ekspedycja dotarła na miejsce, mając o jednego wielbłąda więcej. Wszystkie zwierzęta były w dobrej kondycji.
Na polecenie Davisa Porter pożeglował ponownie do Egiptu, by kupić więcej wielbłądów. W końcu stycznia lub na początku lutego 1857 roku USS Supply wrócił ze stadem czterdziestu jeden dromaderów. W czasie, gdy Porter odbywał swą drugą podróż, zdechło pięć wielbłądów z pierwszego stada; w rezultacie w armii pozostało ich siedemdziesiąt.

## Służba w wojsku

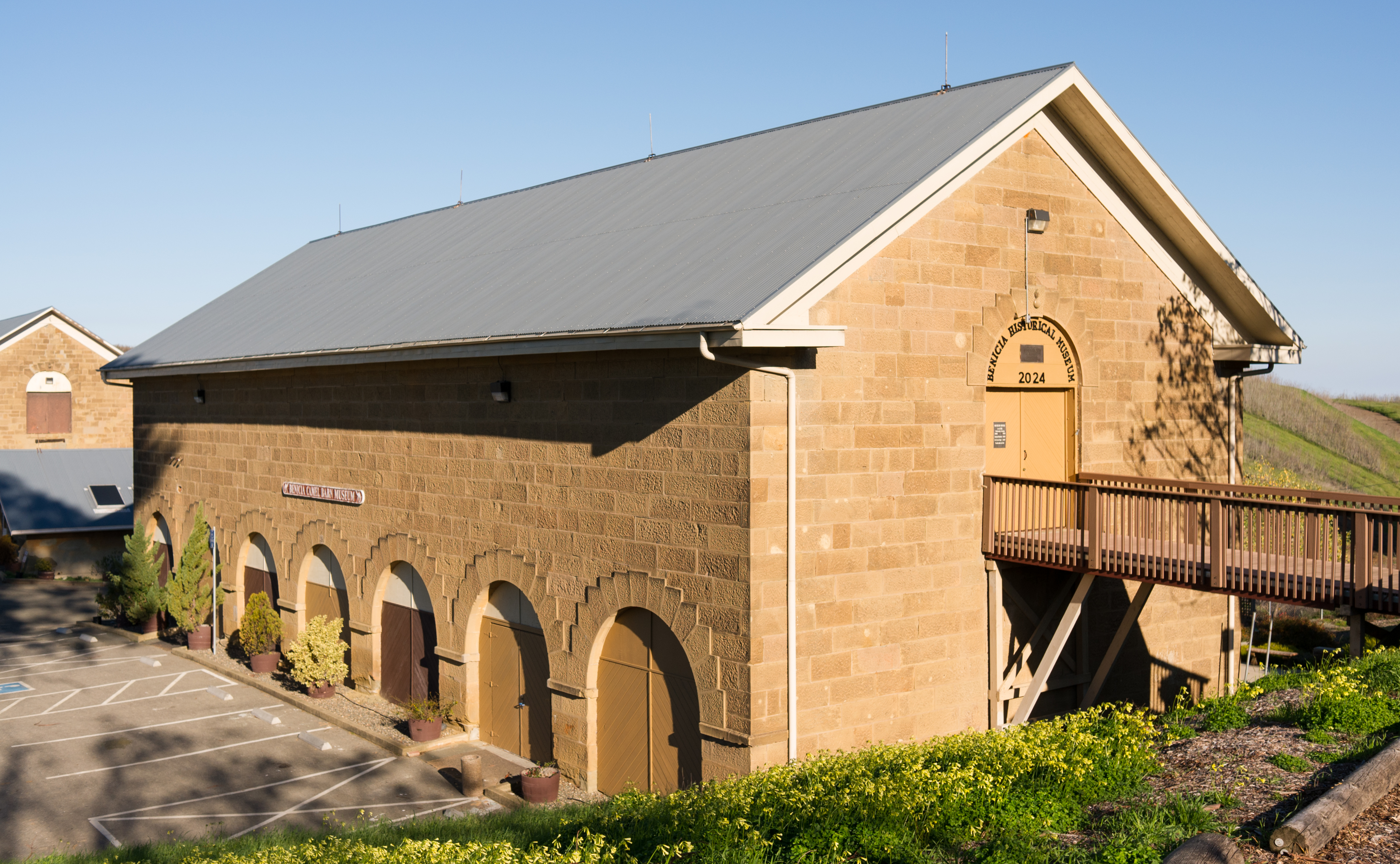
Muzeum w Benicia Arsenal – dawna stajnia wielbłądów

Wczesnym latem 1856 roku wojsko objuczyło wielbłądy i poprowadziło je trasą Victoria – San Antonio do Camp Verde. Raporty z tego wstępnego testu były w większości pozytywne. Wielbłądy okazały się silne i wytrzymałe i poruszały się szybko w terenie, gdzie konie miały trudności. Legendarna zdolność do obywania się bez wody została dowiedziona podczas wyprawy badawczej z roku 1857. Por. Edward Beale i jego zespół oraz 25 wielbłądów przebyło trasę z Fortu Defiance do rzeki Kolorado (około 360 km) a następnie dalej, do Kalifornii.
W 1859 roku, podczas badań regionu Trans-Pecos (tj. położonego na zachód od rzeki Pecos) w celu znalezienia krótszej drogi do Fortu Davis w hrabstwie Jeff Davis, armia ponownie użyła wielbłądów. Oddział, dowodzony przez poruczników Edwarda Hartza i Williama Echolsa, przebadał większość obszaru Wielkiej Kotliny. W roku 1860 Echols raz jeszcze poprowadził ekspedycję na wielbłądach w ten sam rejon.

## Koniec eksperymentu

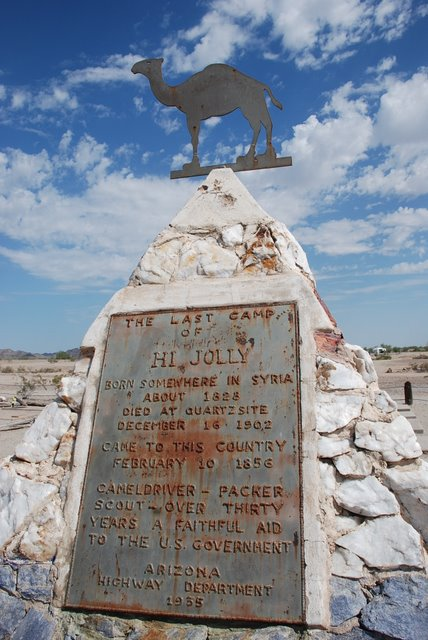
Nagrobek Ali Hadżiego ozdobiony statuetką wielbłąda

Gdy wybuchła wojna secesyjna, US Camel Corps został niemal zupełnie zapomniany. Opiekunowie wielbłądów mieli kłopoty ze swymi podopiecznymi płoszącymi konie i muły. Beale zaproponował, że będzie trzymał wojskowe wielbłądy na terenie swojej posiadłości, ale sekretarz wojny Unii, Edwin Stanton, odrzucił propozycję. Część wielbłądów odsprzedano osobom prywatnym, część uciekła na pustynię. Ulubieniec Beale'a, biały dromader „Seid”, walczył z innym samcem o samice w okresie rui i poniósł śmierć w wyniku silnego zderzenia łbami. Kości Seida zostały odesłane do Smithsonian Institution. Wielbłądy, które uciekły (i ich potomstwo) widywano na pustynnych terenach południowego zachodu do wczesnych lat XX wieku, a ostatni raz widziano wielbłąda w roku 1941 w pobliżu miejscowości Douglas w Teksasie.
Hi Jolly (właściwie Ali Hadżi), obywatel imperium osmańskiego, przybył do USA jako szef grupy jeźdźców-opiekunów i został w Ameryce na stałe. Zmarł w roku 1902 i został pochowany w Quartzsite w Arizonie. Jego nagrobek w kształcie piramidy wieńczy metalowa sylwetka wielbłąda.